# Al Freeman Jr.
Albert Cornelius Freeman Jr. (San Antonio, 21 de março de 1934 - Washington, D.C., 9 de agosto de 2012) foi um ator, diretor e professor estadunidense. Membro do Actors Studio, Freeman apareceu em uma ampla variedade de peças, filmes e em séries de televisão, incluindo Meu doce Charlie (1970), O Caminho do Arco-Íris (1968) e Malcolm X (1992), bem como One Life to Live, The Cosby Show, Law & Order, Homicide: Life on the Street e o The Edge of Night.
Ele foi considerado o primeiro afro-americano a ganhar o Daytime Emmy Award como ator principal por seu trabalho em One Life to Live, prêmio que recebeu em 1979.
Freeman foi chefe do Departamento de Teatro da Universidade Howard, e era membro adjunto da universidade.

## Filmografia parcial
- Torpedo Run (1958) - Sam Baker (sem crédito)
- This Rebel Breed (1960) - Satchel
- Sniper's Ridge (1961) - Medic Gwathney
- Black Like Me (1964) - Thomas Newcomb
- The Troublemaker (1964) - Interno
- Ensign Pulver (1964) - Taru
- For Pete's Sake (1966)
- Dutchman (1967) - Clay
- The Detective (1968) - Robbie
- Finian's Rainbow (1968) - Howard
- The Lost Man (1969) - Dennis Lawrence
- Castle Keep (1969) - Pvt. Allistair Piersall Benjamin
- My Sweet Charlie (1970) - Charles Roberts
- A Fable (1971) - The Leader
- To Be Young, Gifted and Black (1972)
- King (1978) - Damon Lockwood
- Roots: The Next Generations (1979) - Malcolm X
- Seven Hours to Judgment (1988) - Danny Larwin
- Malcolm X (1992) - Elijah Muhammad
- Assault at West Point: The Court-Martial of Johnson Whittaker (1994) - Johnson Whittaker, velho
- Once Upon a Time... When We Were Colored (1995) - Poppa
- Down in the Delta (1998) - Earl Sinclair